# Museu Arqueológico de Lemnos
O Museu Arqueológico de Lemnos é um museu da Grécia, localizado em Myrina, na ilha de Lemnos, dedicado à preservação da história e da cultura da ilha.
Sua coleção abrange uma variedade de artefatos, incluindo vasos, utensílios domésticos, estatuetas, placas votivas, selos, epígrafes, jóias e outros itens. Seu edifício foi construído no século XIX, mas o museu só foi instalado na década de 1930. Durante a II Guerra Mundial seu acervo foi transferido para o Museu de Mitilene e o Museu Arqueológico Nacional de Atenas, retornando à sua sede em 1961, após a recuperação do edifício. Novamente restaurado nos anos 90, foi reaberto ao público em 1993.